# نقشارة حمراء
نقشارة حمراء ويعرف أيضاً باثموركس (الاسم العلمي:Bathmocercus )، هو جنس من الطيور يتبع فصيلة(Cisticolidae)
ويضم الأنواع التالية منها: نقشارة حمراء الرأس سوداء اللون(Bathmocercus cerviniventris)، نقشارة حمراء الوجه سوداء اللون (Bathmocercus rufus).